# Vita da piume
Vita da piume (Life with Feathers) è un film del 1945 diretto da Friz Freleng. È un cortometraggio d'animazione della serie Merrie Melodies, prodotto dalla Warner Bros. e uscito negli Stati Uniti il 24 marzo 1945. Candidato per l'Oscar al miglior cortometraggio d'animazione ai premi Oscar 1946, Vita da piume segna la prima apparizione del gatto Silvestro. Il titolo originale è un gioco di parole su quello dell'opera teatrale Life with Father (nel 1947 adattata nel film Vita col padre dalla stessa Warner). Il corto fu rieditato con l'insegna "Blue Ribbon" il 3 marzo 1951.

## Trama
Un inseparabile viene cacciato dalla propria moglie dopo un litigio, e decide quindi di suicidarsi facendosi mangiare da Silvestro. Tuttavia quest'ultimo, vedendo che il pappagallino non fugge da lui, sospetta che esso sia avvelenato e voglia farsi mangiare per ucciderlo, quindi lo rifiuta. L'inseparabile però non demorde e tenta in svariati modi di farsi inghiottire da Silvestro suo malgrado, tanto che il gatto smette di mangiare. Alla fine, davanti al rischio di morire comunque di fame, Silvestro decide di mangiare il pappagallino, ma questo riceve un telegramma dalla moglie che dice di essere andata a vivere da sua madre. L'inseparabile abbandona quindi il suo intento, fugge da Silvestro e ritorna nella sua gabbia, scoprendo però che la moglie ha cambiato idea. Così, costretto ad andarsene nuovamente, torna a cercare Silvestro.

## Distribuzione

### Edizione italiana
Il corto fu doppiato in italiano intorno al 1997 dalla Time Out Cin.ca per la trasmissione televisiva. Nel doppiaggio, l'inseparabile viene erroneamente definito un piccione. Non essendo stata registrata una colonna sonora senza dialoghi, nelle scene parlate la musica fu sostituita.